# Тім Флаверс
Тім Флаверс (англ. Tim Flowers, нар. 3 лютого 1967, Кенілворт) — колишній англійський футболіст, воротар. По завершенні ігрової кар'єри — тренер.

## Клубна кар'єра
У дорослому футболі дебютував 1984 року виступами за команду клубу «Вулвергемптон Вондерерз», в якій провів два сезони, взявши участь у 63 матчах чемпіонату.
Своєю грою за цю команду привернув увагу представників тренерського штабу клубу «Саутгемптон», до складу якого приєднався 1986 року. Відіграв за клуб з Саутгемптона наступні сім сезонів своєї ігрової кар'єри. Більшість часу, проведеного у складі «Саутгемптона», був основним гравцем команди.
Протягом 1987—1987 років захищав кольори команди клубу «Свіндон Таун».
1993 року уклав контракт з клубом «Блекберн Роверз», у складі якого провів наступні шість років своєї кар'єри гравця. Граючи у складі «Блекберн Роверз» також здебільшого виходив на поле в основному складі команди. За цей час виборов титул чемпіона Англії.
Згодом з 1999 по 2002 рік грав у складі команд клубів «Лестер Сіті», «Стокпорт Каунті» та «Ковентрі Сіті».
Завершив професійну ігрову кар'єру у клубі «Манчестер Сіті», у розпорядженні якого перебував 2002 року, не провівши, втім, у складі «містян» жодної гри.

## Виступи за збірні
1987 року залучався до складу молодіжної збірної Англії. На молодіжному рівні зіграв у 3 офіційних матчах.
1993 року дебютував в офіційних матчах у складі національної збірної Англії. Протягом кар'єри у національній команді, яка тривала 6 років, провів у формі головної команди країни лише 11 матчів.
У складі збірної був учасником чемпіонату Європи 1996 року в Англії, на якому команда здобула бронзові нагороди, чемпіонату світу 1998 року у Франції.

## Кар'єра тренера
Розпочав тренерську кар'єру невдовзі по завершенні кар'єри гравця, 2003 року, увійшовши до тренерського штабу клубу «Манчестер Сіті», в якому займався підготовкою воротарів.
Наразі останнім місцем тренерської роботи був клуб «Саутгемптон», в якому Тім Флаверс був одним з тренерів головної команди до 2008 року.

## Титули і досягнення
- Чемпіон Англії (1):

«Блекберн Роверз»: 1994–1995
- Володар Кубка англійської ліги (1):

«Лестер Сіті»: 1999–00